# Monster Rancher (serie)

Il logo originale giapponese

Monster Rancher, conosciuta in Giappone come Monster Farm (モンスターファーム?, Monsutā Fāmu), è una serie di videogiochi di simulazione di vita e di ruolo creata dalla Tecmo, attualmente Koei Tecmo Games. La serie è composta da quattordici videogiochi, distribuiti per diverse console, da cui è stato anche tratto un omonimo anime.

## Caratteristiche

### Ambientazione
Prima della deriva dei continenti un grande disastro colpì il mondo e i suoi abitanti chiesero aiuto a Dio, il quale creò nuove forme di vita. Queste forme di vita finirono col creare ulteriori problemi ai diversi popoli, e Dio, esasperato, le sigillò in "disc stones". Molti anni dopo Dio rivelò questo segreto alle persone, e tuttora oggi cercano questi oggetti contenenti mostri. Un giorno un gruppo di scavatori trovarono una misteriosa pietra in un sito di antiche rovine. La pietra fu portata al Tempio dei Mostri, dove un sacerdote fu in grado di rimuovere il sigillo tramite antichi metodi tramandati nel tempo. Da allora furono trovati altri mostri e l'allevamento di essi divenne popolare in tutto il mondo. 

### Modalità di gioco
Monster Rancher viene spesso accostato a Pokémon, anche se le due serie sono molto differenti: in particolare Pokémon è basato su un sistema di collezione dei mostri tipico dei giochi di ruolo, mentre Monster Rancher tende più alla simulazione d'allevamento e riproduzione dei mostri. Questo lo rende più simile alla serie Digimon e a quella di Gallop Racer della Tecmo.
Il giocatore assume il ruolo di allevatore di mostri, il cui compito è prepararli al combattimento. L'allevatore deve accudire i mostri durante la loro intera vita, addestrarli, mantenerli in forma attraverso un programma di allenamenti e provare a massimizzare le loro abilità prima che muoiano di vecchiaia o si ritirino definitivamente dal mondo della competizione. I mostri possono avere una natura buona o malvagia a seconda del loro addestramenti, e possono essere obbedienti all'allevatore oppure non seguire i suoi ordini. Inoltre i mostri che non combattono più possono essere combinati fra loro per creare nuovi mostri più potenti. 

### Generazioni di mostri
Anche se la serie non è mai diventata molto popolare, apprezza un buon cult following grazie all'innovativo metodo di sbloccamento dei mostri. In Monster Rancher, Monster Rancher 2, Monster Rancher 3, Monster Rancher 4 e Monster Rancher EVO i mostri possono essere generati inserendo qualunque CD (o DVD per gli ultimi tre giochi) all'interno del sistema di gioco. Le caratteristiche dei mostri, come statistiche, razza e tratti, sono determinati dai numeri interi all'interno dei giochi e tramite l'utilizzo di un generatore di numeri pseudo-casuali basato su algoritmi. Per ovviare il problema, la Tecmo ha sviluppato un sistema di lettura di CD che è in grado di generare numeri casuali unici per la creazione di mostri sempre diversi. 
Alcuni CD e DVD sono specializzati per la creazione di mostri rari, come i DVD di Harry Potter in Monster Rancher 4 che producono un gufo; i DVD di Dead or Alive, sempre della Tecmo, che producono in Monster Rancher 2 e Monster Rancher 4 una fata chiamata Kasumi; il DVD di Lost in Translation - L'amore tradotto che crea una creatura simile ad un calamaro in Monster Rancher 2. 
In Monster Rancher Advance e Advance 2 per Game Boy Advance, vista la penuria di cartucce, il sistema di creazione è stato sostituito con combinazioni di personaggi giocabili e l'utilizzo di password trovate nel gioco. In Monster Rancher DS e DS 2 per Nintendo DS viene invece utilizzato un programma di analisi della voce sintetizzata dal microfono oppure delle immagini disegnate sullo schermo, ma anche dalle cartucce del Game Boy Advance inserite nello slot secondario. In Monster Farm Online il giocatore sblocca nuovi mostri inserendo il loro nome e in seguito un CD o DVD per generare i suoi tratti.

## Videogiochi

### Serie principale
La serie principale è composta da Monster Rancher (1997) e da Monster Rancher 2 (1999), pubblicati per PlayStation, seguiti poi da Monster Rancher 3 (2001), Monster Rancher 4 (2003) e Monster Rancher EVO (2005) per PlayStation 2. 
I videogiochi sono stati tutti distribuiti in Giappone, come Monster Farm, e in Nord America. L'unico videogioco distribuito in Europa è stato Monster Rancher 2, con il titolo Monster Rancher; Monster Rancher EVO è stato distribuito in Giappone con il titolo Monster Farm 5: Circus Caravan (モンスターファーム5 サーカスキャラバン?).

### Serie portatile
Sono stati pubblicati quattro videogiochi che mantengono lo stile di gioco della serie principale: Monster Rancher Advance (2001) e Monster Rancher Advance 2 (2002) per Game Boy Advance e Kaite shabette hajimeyō!: Monster Farm DS (かいて しゃべって はじめよう!モンスターファームDS?) (2007), distribuito solo in Giappone, e Monster Rancher DS (2008) per Nintendo DS.

### Videogiochi di carte
Due videogiochi mostrano un gameplay basato sui giochi di carte: Monster Rancher Battle Card Game (1999) per Game Boy Color e Monster Rancher Battle Card: Episode II (2000) per PlayStation.

### Altri videogiochi
Monster Rancher Hop-A-Bout, in Giappone Monster Farm Jump (モンスターファームジャンプ?), è uno spin-off del 2000 per PlayStation, in cui il giocatore deve saltare su diverse piattaforme. Un secondo spin-off di tipo puzzle, basato su Solomon's Key, è stato distribuito per Game Boy Color nel 2000 con il titolo Monster Rancher Explorer in Nord America e semplicemente Solomon (ソロモン?) in Giappone.
Un videogioco di ruolo MMO per Windows è stato distribuito in Giappone con il titolo Monster Farm Online (モンスターファームオンライン?) a partire dal 2007. Il gioco, presentato al giocatori in beta, è stato poi migliorato e ripubblicato con il titolo Monster Farm Lagoon (モンスターファームラグーン?) nel 2010.
In Giappone sono stati distribuiti cinque giochi per cellulare: Monster Farm Travel (モンスターファームトラベル?) dà la possibilità al giocatore di collezionare diversi mostri sparsi nelle vicinanze della sua posizione geografica; Monster Farm POP e POP 2 (モンスターファームPOP&POP2?) permette di creare mostri e scattare screenshot da condividere; Monster Farm POP Battle Online (モンスターファームバトルオンライン?) è basato sul combattimento tra mostri e permette il gioco online; My Monster Rancher, in Giappone 100 nin no Monster Farm (100万人のモンスターファーム?) è un gioco social della Mobage sull'allevamento dei mostri.

## Anime
Monster Rancher è stato adattato in un omonimo anime composto da 73 episodi e diviso in due stagioni. È stato prodotto dalla Tokyo Movie Shinsha e trasmesso in Giappone dalla Tokyo Broadcasting System, tra il 1999 ed il 2000, mentre in Italia a partire dal 12 febbraio 2001 su Rai 2.

## Accoglienza
La serie Monster Rancher è stata ben recepita dalla critica, in particolare il primo videogioco, il quale ha ricevuto il punteggio di più alto di tutta la serie da GameRankings, pari a 79.50%, e anche da IGN, con 9 su 10 . I titoli più recenti invece non hanno ricevuto recensioni ottime: Monster Rancher EVO, per esempio, ha ricevuto da GameRankings un 57.81%, da Metacritic 58% e da IGN 6.5 su 10.